# Kevin Piedrahita
Kevin Piedrahita (Queens, Nueva York, Estados Unidos; 18 de junio de 1991) es un futbolista colombo-estadounidense. Juega de portero.

## Biografía
Nacido en Queens, Nueva York, se trasladó a los 8 años a Colombia (pues sus padres son de ese país y vivían en Estados Unidos cuando él nació, por esa razón Kevin posee la doble nacionalidad). Ha sido convocado a un campamento de la selección de Estados Unidos en el que tuvo dos partidos ante Canadá. En Colombia, Piedrahita ha pasado por concentraciones de selecciones sub-15, sub-17 y sub-20.

## Trayectoria
El juvenil arquero inició su carrera en el América de Cali. Con los diablos rojos salió campeón de la Copa El País con la escuadra de reservas (América Pedro Sellares), además de intervenir durante todo el 2011 en el Campeonato Juvenil; su debut profesional fue en el partido de vuelta de las semifinales del Finalización 2011 contra Once Caldas luego de la expulsión del meta Diego Restrepo al minuto 36 del segundo tiempo cuando América empataba en ceros con los albos. El rojo acabó perdiendo 2-0 y terminó eliminado.
Durante 3 años jugó para el Rionegro Águilas aunque con buenas actuaciones nunca se consolidó como titular disputó 37 partidos.
El 17 de marzo de 2017 es confirmado como nuevo jugador de La Equidad luego de que el arquero titular Diego Novoa y el suplente Leandro Gelpi sufrieran lesiones complicadas. [ 5 ] http://www.equidadclubdeportivo.coop/estoy-preparado-cuando-me-toque-jugar-kevin-piedrahita/
El 20 de marzo de 2017 debutó oficialmente con la La Equidad por la fecha 10 del Torneo Apertura enfrentando al Patriotas Boyacá.

## Clubes
| Club             | País     | Año         | Partidos |
| ---------------- | -------- | ----------- | -------- |
| América de Cali  | Colombia | 2009 - 2012 | 3        |
| Rionegro Águilas | Colombia | 2013 - 2016 | 37       |
| La Equidad       | Colombia | 2017 - 2019 | 6        |
| Leones           | Colombia | 2020        | 3        |